# Nesselsdorf L
Nesselsdorf L (укр. Нессельдорф Л) — модель австро-угорського товариства «Нессельдорфська Вагонобудівна Фабрика» (сьогодні Копрівніце, Моравія, Чехія). Модель розроблялась 1906 на основі моделей D, F та розроблялась паралельно з моделлю J (30).
Через проблеми з реалізацією автомобілів з опозитним мотором, що були відомі важкістю обслуговування, товариство Нессельдорф Вагенфабрік найняло інженерів Кронфельда і Ланга для розробки нового мотора. На основі мотора Кронфелда була розроблена модель J (30), а на основі мотора Ланга модель L. Рядний 4-циліндровий мотор Ланга розташовувався у передній частині шасі і був складним в експлуатації через значну кількість деталей у блоку головки циліндрів, її форму. При меншому робочому об'ємі за мотор Кронфелда, мотор Ланга розвивав ту ж потужність у 30 к.с.. На задніх колесах встановили барабанні гальма з механічним приводом. Стоянкове гальмо мало механічний привід на трансмісію. Мотор Ланга виявився занадто слабким для важкої машини моделі L. Ланг, як і Кронфелд, змушений був покинути компанію Нессельдорф, президент якої Уго Фішер фон Рьослерштамм (нім. Hugo Fischer von Röslerstamm) вмовив повернутись Ганса Ледвінку на посаду головного конструктора. До мотора Ланга повернулись 1909, але було продано 3 шасі Nesselsdorf L (1909 — 1 екз., 1911 — 2 екз.).